# Station Lafarge
Station Lafarge is een spoorweghalte in de Franse gemeente Saint-Hilaire-les-Places.